# 安齊重男
安齊 重男（あんざい しげお、1939年3月27日 - 2020年8月13日）は、神奈川県出身の写真家、アート・ドキュメンタリスト。「現代美術の伴走者」を自称し、国内外の現代美術の現場を写真によって記録した。多摩美術大学客員教授。

## 概要
1939年神奈川県厚木市生まれ。神奈川県立平塚高等学校の応用化学科を1957年に卒業し、1964年までは日本石油中央技術研究所に務めた。独学で美術に踏み入り、現代美術作家としての道を歩み始める。
転機は1969年、李禹煥の個展を準備中の画廊を訪問した時のことである。持っていたカメラで光景を撮影する姿を見た李が「みんなの展覧会の写真を撮ってくれないか」と声をかけ、以来、同年代の作家たちの作品を35mmフィルムカメラで記録するようになった。後に「もの派」と呼ばれるこの作家たちは、画廊に様々な材料を持ち込み、それらをある状態に設置して作品化する表現を多く用いたが、これらの作品は展示が終了すると後には残らないため、写真での記録が大きな意味を持ったのである。
1970年5月から東京都美術館で開催された「第10回日本国際美術展（東京ビエンナーレ'70）」いわゆる「人間と物質」展の準備に加わる。これは日本で初めて実施された本格的国際展であり、安齋はクリストやリチャード・セラ等海外作家のアシスタントを務めながら、写真での記録を行った。その頃から本格的に写真撮影を専業とするようになり、世界中の現代美術作家、及び美術関係者のポートレイトや形としては残らないパフォーマンス、ハプニング、インスタレーション等の作品を撮影した作品を発表した。李禹煥が「70年代の世界の現代美術は彼の写真があってこそわかる」と評価するように、現在では安齋の写真の中でしか見られない貴重な作品が多数ある。ヨーゼフ・ボイスや草間彌生、村上隆等の撮影も手掛け、中でもイサム・ノグチを撮影したシリーズは著名である。
2004年から多摩美術大学で教鞭も執る。2020年8月13日、心不全で死去。享年81。

## 年譜[9]
- 1939年 神奈川県厚木市に生まれる
- 1969年 李禹煥のすすめもあり、写真によって美術作品の記録に着手
- 1970年 「第10回日本国際美術展（東京ビエンナーレ'70)」でリチャード・セラ、マリオ・メルツ、ダニエル・ビュラン、ヤン・ディベッツらの助手兼記録カメラマンを務める
- 1975年 「第9回パリ青年ビエンナーレ」展（フランス）記録のため派遣され、以後ヴェネツィア・ビエンナーレ（イタリア）、ドクメンタ（カッセル、ドイツ）、ミュンスター彫刻プロジェクト（ドイツ）などの国際的な現代美術展を記録
- 1978年 ロックフェラー財団の奨学金を得て、アメリカに約一年間滞在。ザ・キッチンでのパフォーマンスやニューヨークの現代美術を中心に記録
- 1979年 多摩美術大学と東京大学の共同プロジェクト《大ガラス東京ヴァージョン》制作のため、マルセル・デュシャンの《大ガラス》の細部をフィラデルフィア美術館で撮影
- 1981年 原口典之に同行して、ドイツのデュッセルドルフ市立美術館で「シュヴァルツ」展を記録した後、ポーランド・ウッジでの国際現代芸術展「コンストラクション・イン・プロセス」を記録
- 1983年 クリストのマイアミ・ビーチでのプロジェクト「サラウンデッド・アイランド」を撮影
- 1984年 東京で行われたヨーゼフ・ボイス、ナム・ジュン・パイク、リサ・ライオン、ローリー・アンダーソンらのパフォーマンスを記録
- 1985年 ニューヨークのイサム・ノグチ彫刻庭園のフォト・エッセイを作成
- 1986年 「第42回ヴェネツィア・ビエンナーレ」と「シャンブル・ダミ」（ベルギー・ゲント）を撮影
- 1987年 ドイツで「ドクメンタ8」と「ミュンスター彫刻プロジェクト」を撮影
- 1987年 『朝日ジャーナル』の表紙写真を一年間担当
- 1990年 アンソニー・カロの依頼で各国の作品を撮影
- 1994年 「写真と彫刻の対話─安齊重男 眞板雅文」（神奈川県立近代美術館）
- 1999年 日本文化藝術財団主催 第6回日本現代藝術振興賞受賞
- 2000年 「大地の芸術祭 越後妻有アートトリエンナーレ2000」公式撮影
- 2000年 「安斎重男の眼1970－1999 写真がとらえた現代美術の30年」（大阪・国立国際美術館）
- 2001年 「横浜トリエンナーレ2001」を公式撮影
- 2002年 「Świadek: ANZAЇ」（ポーランド、ブンケル・シュトゥーキ現代美術ギャラリー）
- 2003年 「大地の芸術祭 越後妻有アートトリエンナーレ2003」を公式撮影
- 2005年 「横浜トリエンナーレ2005」を公式撮影
- 2007年 「安齊重男の "私・写・録(パーソナル フォト アーカイブス)"1970－2006」（東京・国立新美術館）
- 2009年 「The Moments of Artists: Shigeo Anzaï: Photography」（中国・上海美術館）
- 2010年 「Freeze Frame - Shigeo Anzaï Photo Exhibition」（中国・北京中央美術学院美術館）
- 2015年 「安齋重男の写真による―多摩美をめぐる人々」「もの派―70年代 by ANAZÏ」（多摩美術大学）
- 2017年 「態度が形になるとき―安齋重男による日本の70年代美術―」（大阪・国立国際美術館）
- 2020年 81歳で死去